# Кордон між Африкою та Азією

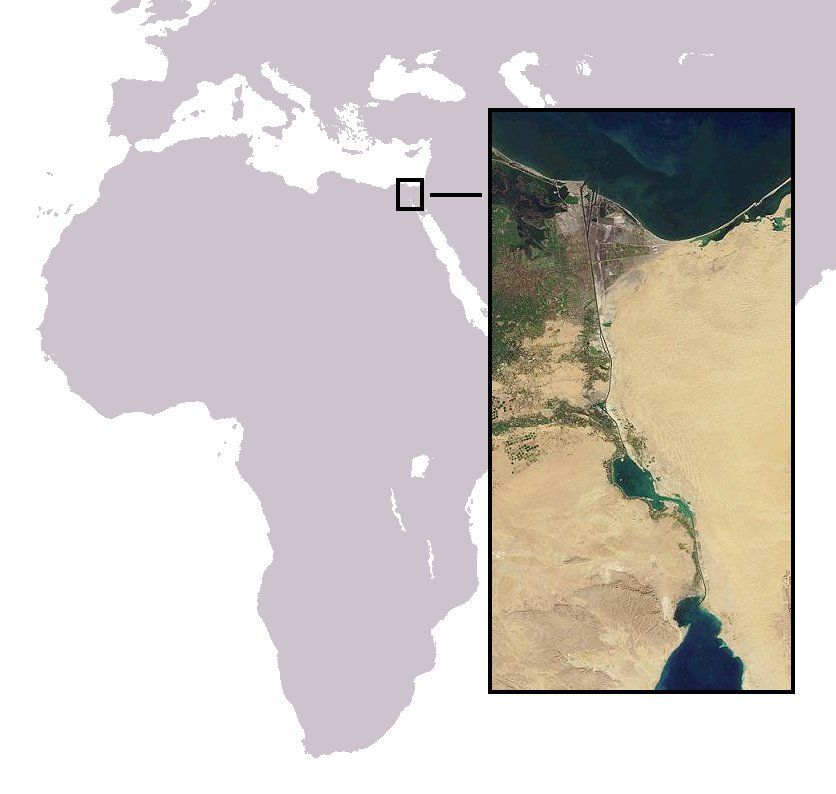
Суецький перешийок.

Кордон між Африкою та Азією — умовна межа між континентом Африкою та частиною світу Азією. Наразі вона проходить Середземним морем, Суецьким каналом, озером Тимсах, Суецьким каналом, Великим Гірким озером, Малим Гірким озером, Суецьким каналом, Суецькою затокою, Червоним морем, Баб-ель-Мандебською протокою, Аденською затокою, Аравійським морем та Індійським океаном.

## Історія
Перші спроби визначення кордону між Азією і Африкою відносяться до епохи Стародавньої Греції. Традиційно вона проводилась річкою Ніл, однак Геродот в V столітті до н. е. виступив проти поділу території Єгипту на азійську і африканську частини, тому визначив цю межу західним кордоном Єгипту, повністю віднісши Єгипет до Азії. В свою чергу Страбон визначив кордон за перешийком між Червоним морем і гирлом озера Бардавіль на Синайському півострові, сполученим із Середземним морем. У період Стародавнього Риму і в Середньовіччі частина вчених проводила кордон по Суецькому перешийку, однак переважна більшість продовжувало розглядати як кордон або Ніл, або західний кордон Єгипту.
У 21 сторіччі кордон між Азією і Африкою проводиться по Суецькому перешийку. В результаті, частина Єгипту, що розташована на Синайському півострові, відноситься до Азії, а інша, переважна частина Єгипту — до Африки.